# Chiesa della Madonna in Basilica
La chiesa della Madonna in Basilica si trova a Villa Santa Maria (CH), nella contrada eponima della chiesa.

## Storia
La chiesa, secondo una leggenda popolare, è sita nel luogo ove era il nucleo originario del paese, tuttavia la chiesa sorse probabilmente contemporaneamente al monastero della Madonna in Basilica sulla strada che da Aufidena passava per Trebula e si ricongiungeva all'altra strada che portava da Ostia Aterni ed arrivava a Larinum come citato dalla tavola Peutingeriana. Questo percorso viario è documentato dai resti di un ponte presso Quadri, ove presso la chiesa di Santa Maria del Pianto c'erano delle pietre miliari.
La prima citazione della chiesa è del 703 quando è nominata nel Chronicon Volturnense ove si nota che il duca di Benevento Gisulfo donò all'abbazia di San Vincenzo al Volturno l'ecclesiam Sanctæ Mariæ quae vocatur in duas Basilicas, quae est iuxta Sangri fluvii alveo sita, ubi ad antiquo tempore nulla abitatio hominum memoratum, sed tantu, silva publica. Quindi la badia di San Vincenzo possedeva due chiese di Santa Maria nell'odierna provincia di Chieti e la chiesa riferibile alla Madonna in Basilica è sita in una conca sul Sangro.
Questa collocazione è confermata da un diploma risalente al 784 con cui Carlo Magno riconfermava questa chiesa alla badia di San Vincenzo al Volturno citando il testo in latino di cui sopra.
Dal testo in latino si evince che l'insediamento benedettino scelto si trovava in una zona disabitata e ricco di boscaglie. L'opera dei monaci comprendva la costruzione di una chiesa e di un monastero, cui, verosimilmente venne seguita da quella di una costruzione di un primo centro abitato nei pressi delle zone dette Pietra Grossa e Vallone Liscia, nella zona detta attualmente Macerine.
In seguito dalle leggi di soppressione del 1810 il monastero fu privato del diritto di esattoria feudale, fatto che ne causò l'abbandono. I benedettini si trasferirono ad Atessa nella chiesa di San Pasquale portando con sé l'archivio che altrimenti sarebbe andato perso; tuttavia qualcuno non è concorde con questa tesi perché nell'archivio parrocchiale fin dal XVII secolo non si fa il nome dei benedettini.
Della chiesa altomedievale rimangono dei fusti delle colonne in granito, altre colonne furono inglobate dai pilastri che all'aspetto appaiono contemporanei del resto dell'edificio.
La statua della Madonna in Basilica sita all'interno della chiesa viene chiamata dagli abitanti di Villa Santa Maria anche Statua della Madonna in Basilico, perché la tradizione vuole che sia stata trovata in un campo di basilico, tuttavia questa tradizione orale del paese non è confermata da fonti e rimane la veridicità del testo in latino suddetto che dice duas Basilicas e quindi il nome più corretto è Chiesa della Madonna in Basilica.

## Struttura

### L'esterno

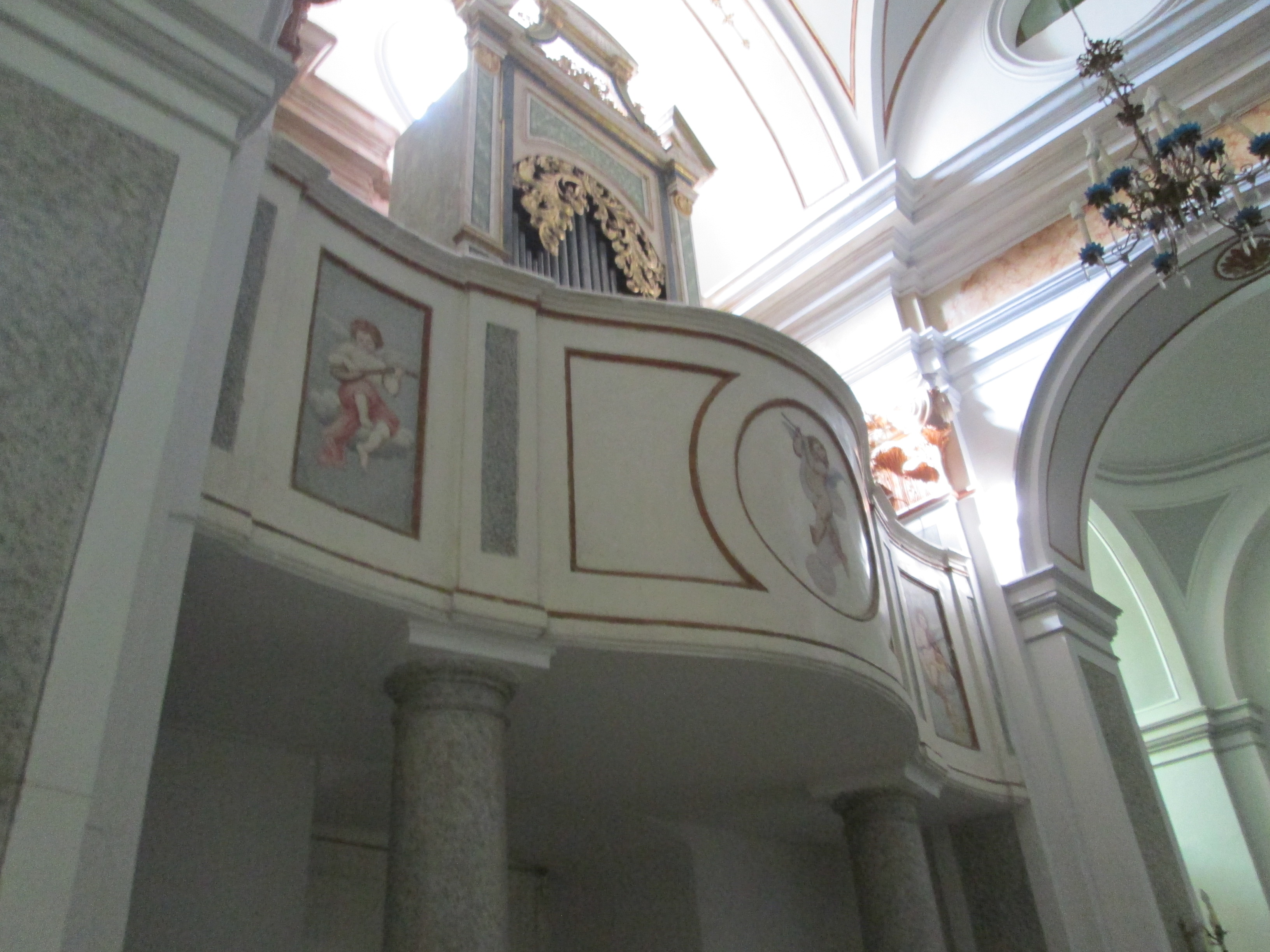
Veduta della cantoria

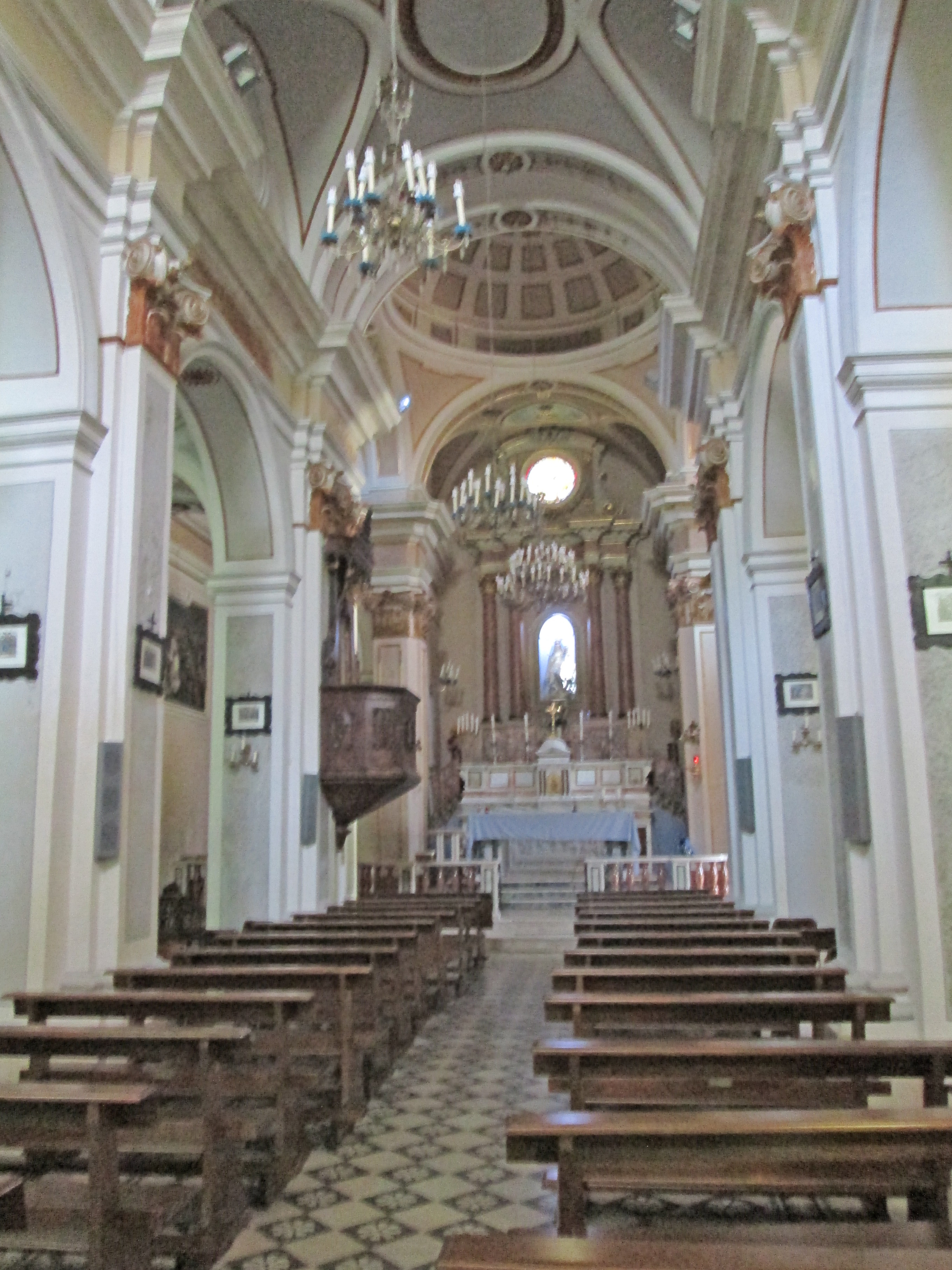
Veduta della navata centrale

L'accesso è consentito da un portale in mattoni sovrastato da un timpano triangolare accesso che immette nel transetto.
Accanto allo stipite sinistro vi è un fusto di colonna calcarea con, sopra di esso un capitello troncopiramidale lavorato a forme geometriche e ad alveoli.
Sulla facciata principale si apre un portone in mattoni in stile settecentesco chiuso in prossimità dell'architrave mediante delle leggere volute. Il timpano in questa facciata è stato eliminato con il conseguente ampliamento dell'edicola centrale in cui vi è inserito un teschio con le ossa incrociate.
Accanto alla facciata principale vi è una lapide con una scritta che indica che la famiglia Caracciolo ottenne nel 1626 una commenda sul monastero e sulla chiesa.
Il campanile, sito in prossimità dell'abside, è stato rimaneggiato in una ripresa successiva alla costruzione. La prima fase costruttiva è relavita alle prime due cellule, la seconda è relativa alla cellula campanaria che è sovrastata da un cuspide piramidale. Le due fasi sono confermate dal tipo di materiali usati ed al taglio delle aperture, in basso si usano delle feritoie mentre in alto degli oculi circolari circondati da una ghiera di mattoni. Anche le due campane sono di epoca differente: la prima risale all'epoca dei Caracciolo di San Buono mentre la seconda al 1890.
Una caratteristica dell'immagine della chiesa dall'alto è che rivela le varie fasi di costruzione, soprattutto evidenti nell'assetto asimmetrico del prospetto principale che ha inglobato la navatella sinistra e nelle diverse altezze della navata principale. Inoltre l'interpretazione delle pareti murarie consente di interpretare le varie modifiche nel corso dei tempi:
- la cellula absidale originaria è posta tra cantonali in grandi pietre da taglio;
- lo spigolo della sua prosecuzione verso sinistra consta di cornice forse proveniente da un edificio preesistente;
- i muri del fianco sinistro mostrano due fasi distinte di cui la prima terminava con la cappella mentre la seconda comprendeva la prosecuzione della parete esterna fino a piegare ad angolo a chiudere il prospetto principale.

La tipologia della pianta della chiesa è riconducibile al barocco, ricondotta da alcuni tra la fine del Settecento ed l'inizio dell'Ottocento in cui si nota la riutilizzazione delle tre navate nello stile dell'hinterland di Vasto.
La cupola è a calotta semisferica senza tamburo e lanterna inglobata nella copertura. La rinuncia alla luce fa dell'interno una chiesa buia facendo in modo così di ridurre la larghezza della navata centrale.
La facciata è a salienti.

### L'interno
L'interno è a tre navate a soffitto senza tamburo ed a calotta semisferica.
Nella navata destra vi sono 3 cappelle, mentre nella navata sinistra vi è una sola navata (ottocentesca, della famiglia Castracane) chiusa da un cancello in ferro battuto, all'interno vi sono le sepolture di Saverio ed Alessandro Castracane.
Nella 1ª cappella a destra dell'ingresso principale vi sono dei reperti archeologici scoperti durante la realizzazione di un gasdotto nella metà degli anni novanta. Questa sala è destinata all'esposizione delle attività di ricerca didattico-educativa "Progetto giovani 2000".
Il vano absidale rialzato è stato modificato nel 1965 per volontà della commissione organizzatrice della festività in onore della Madonna in Basilica. Nei lavori vennero rifatti la copertura lignea, i quattro nuovi portoni, l'altare in marmo con balaustra e presbiterio, la scala in ferro conducente alla nicchia ed i pannelli in rame raffiguranti la leggenfa locale che narra che la statua della Madonna in Basilica, conservata a Monteferrante, fu ritrovata da alcuni abitanti del luogo presso un albero ove sorge la chiesa. Il prospetto absidale consta di vari elementi d'interesse storico-architettonico:
- il profilo della parete di fondo e l'arco ogivale sovrastato da una monofora, attualmente murati, sono una prova di una seconda lavorazione medievale di stampo gotico, forse attribuibile ad un intervento Cistercense;
- nel prospetto posteriore i volumi sono stati modificando l'aggetto dell'abside stesso con la realizzazione di una stanza di servizio a destra e del campanile a sinistra.

Sempre a destra vi è una lapide che attesta che Decio Caracciolo, prima di divenire vescovo di Bari era rettore di Santa Maria dove il cappellano Giulio Cesandro di Dogliola risiedeva nel 1568.
Nella chiesa vi è anche un organo costruito nel 1848. È attribuito ai fratelli Ciavarelli. Lo strumento consta di 32 canne in stagno. È posto su una cantoria in muratura poggiante su due colonne con parapetto mistilineo convesso nella parte centrale e decorato con degli angeli che suonano.
La navata centrale è coperta da una volta a botte con lunette suddivisa in tre parti, la centrale è più grande. Queste tre sezioni sono suddivise da altrettanti archi trasversali doppi nel transetto.
Le navate laterali e le cappelle laterali constano di cupole ellittiche ribassate.
L'aula è suddivisa da tre campate.
Nell'innesto della navata centrale col transetto si apre una volta a sezione semicircolare mentre con l'innesto del transetto con le navate minori si ergono delle volte a botte.
Nel 1965 fu scoperta una cripta lunga come una delle navate con delle cappelle atte alla tumulazione.

#### I dipinti

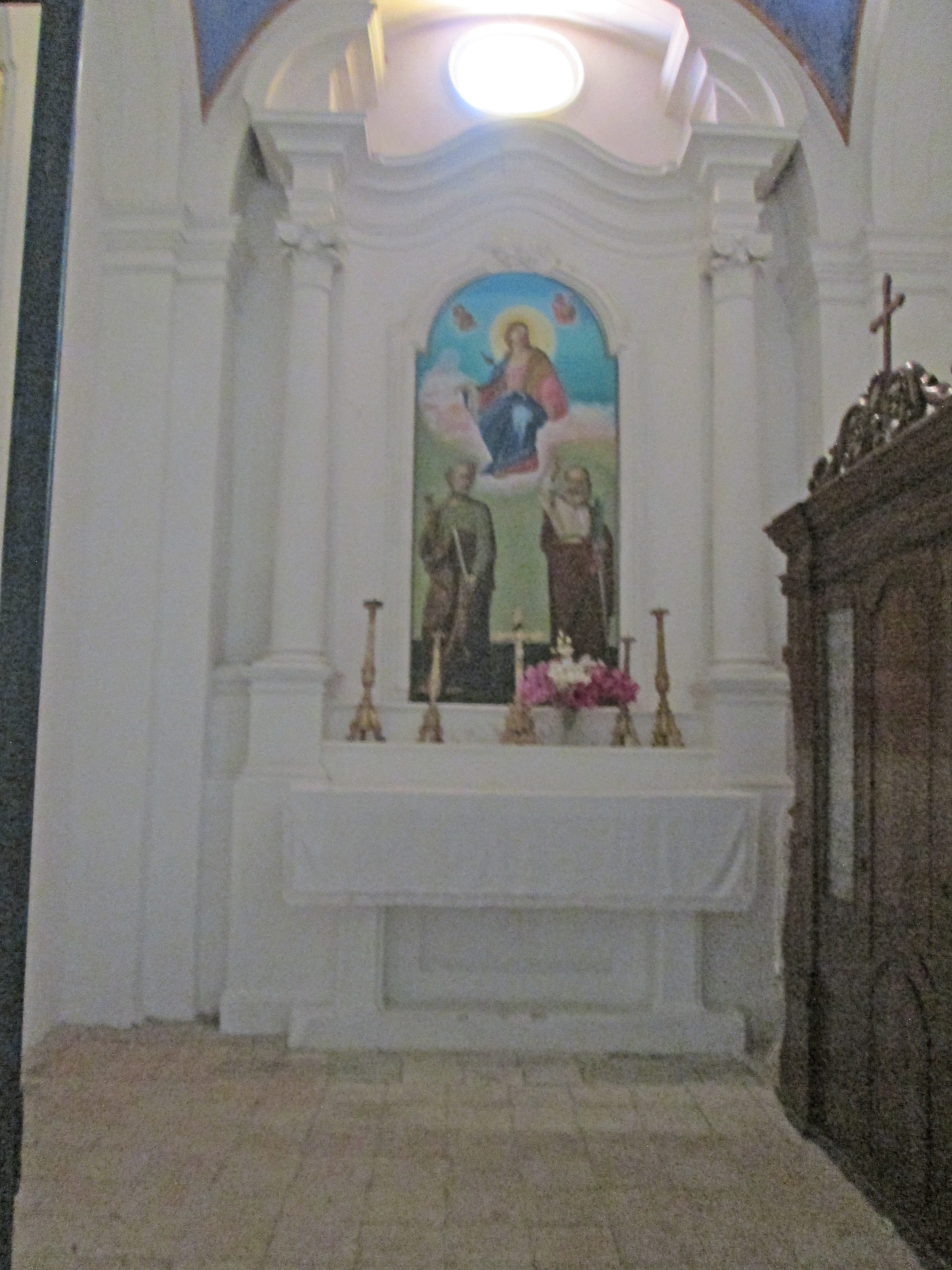
Cappella interna con un dipinto raffigurante la madonna

Nella chiesa vi sono delle tele di artisti abruzzesi (di cui Francesco Maria De Benedictis e Ferdinando Palmerio).
- Ai lati dell'altare vi sono due tele: l'Adorazione dei Magi e la Pentecoste. L'adorazione dei magi molti personaggi si attorniano alla Madonna, i re Magi sono raffigurati in ginocchio, mentre nella Pentecoste, gli apostoli sono raffigurati entro uno spazio ben definito atti a ricevere lo spirito santo.
- Tra le tele dell'altare vi sono:
  - la Madonna Assunta in cielo con San Nicola di Bari e San Luigi Gonzaga in cui la Madonna è raffigurata seduta su nubi con lo sguardo verso l'alto, i santi sono raffigurati inginocchiati;
  - il Martirio di San Sebastiano;
  - San Francesco Caracciolo dipinto nel 1870, il santo è raffigurato in ginocchio davanti ad un ostensorio mentre un angelo mostra un libro aperto, nello stesso quadro è raffigurato anche uno strumento di punizione corporale.
- Tra gli altri quadri vi sono:
  - la Madonna Immacolata e Santi, anche qui la Madonna è raffigurata su delle nubi mentre abbraccia il serpente tentatore compresso entro una mezzaluna, i due santi sono San Nicola di Bari ed un santo domenicano;
  - la Madonna con Bambino e Santi in cui la Madonna mette in vista il Bambino ad un Santo sacerdote con le braccia protese in avanti, più in basso è posto un altro santo con il piviale.
  - Questi ultimi due quadri sono posti in una cappella nella navata destra.

## Folklore
La chiesa è oggetto di devozione della popolazione di Villa Santa Maria che celebrano la festa della Madonna in Basilica dal 9 all'11 agosto che viene preceduta da una novena che viene celebrata ogni alba nei giorni precedenti dal 1º agosto.